# استودیو کی‌استون
استودیو کی استون (به انگلیسی: Keystone Studios) نام یکی از اولین کمپانی‌های فیلمسازی ایالات متحده با مدیریت مک سنت است. اولین آثار چارلی چاپلین در این کمپانی ساخته شده است.

## نگارخانه

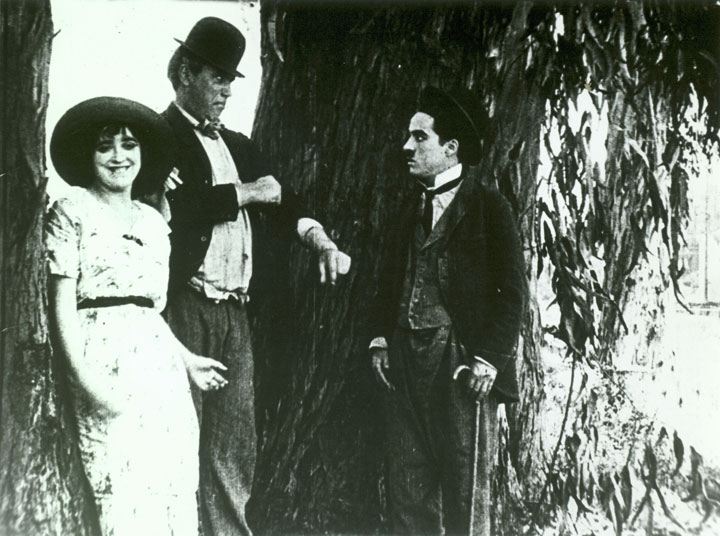
میبل نورماند، مک سنت و چارلd چاپلین در پتک کشنده (1914)
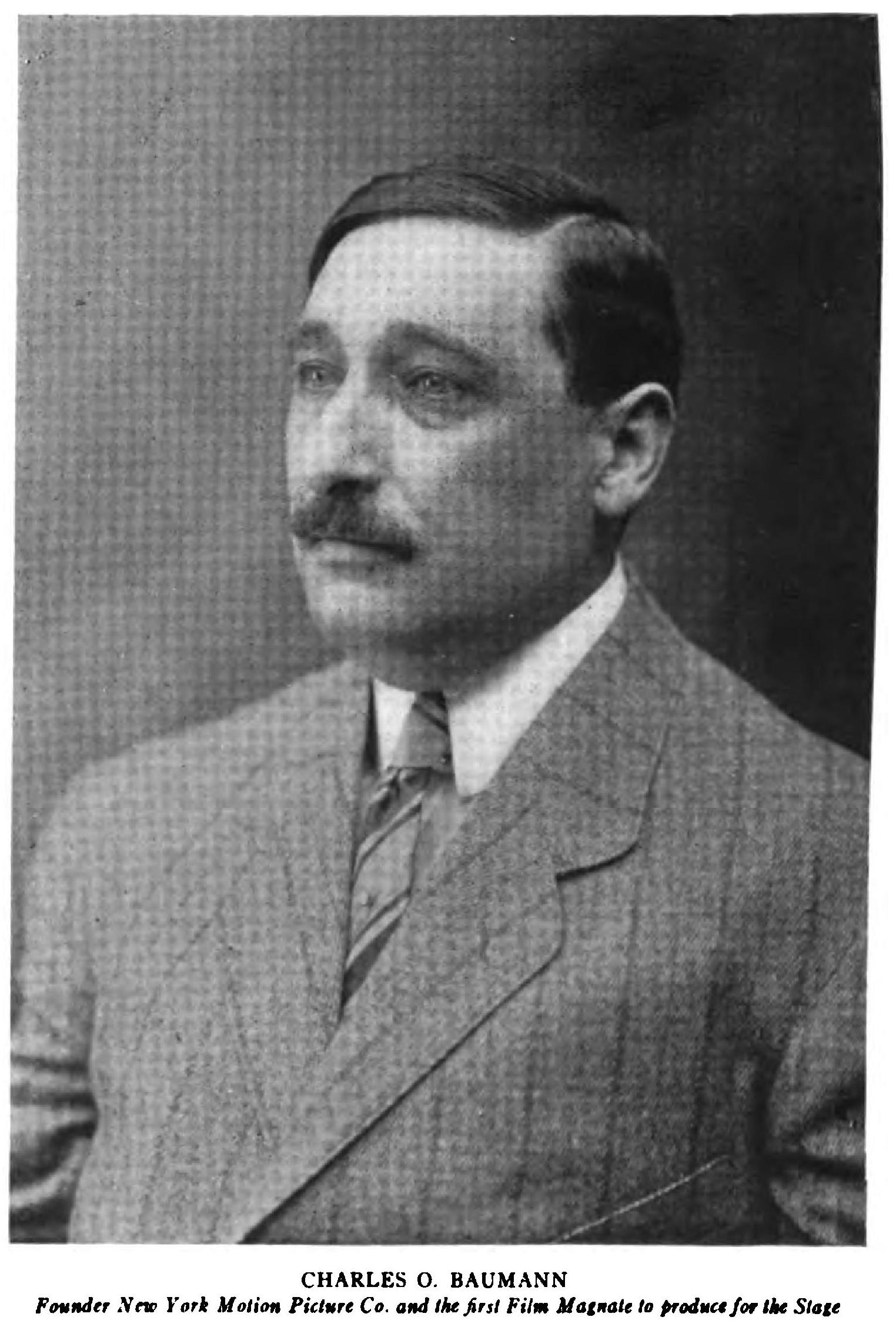
چارلز باومن
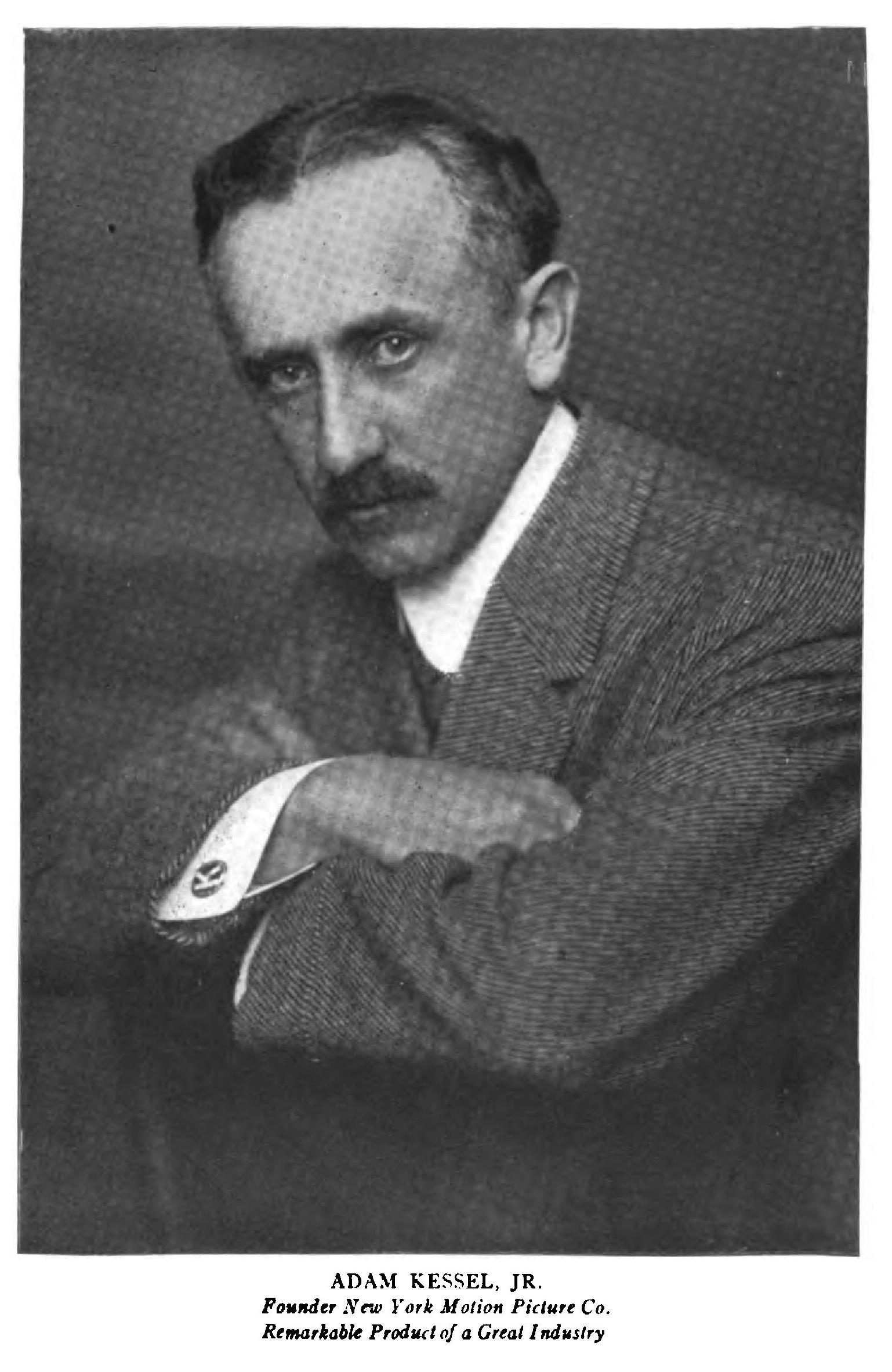
آدام کسل